# Гороян, Артур Арамаисович
Артур Гороян (род. 25.04.1988, Богдановка, Грузинская ССР) — первый армянский автогонщик, официально представляющий Армению на международных соревнованиях. Многократный призёр гонок на выносливость в разные годы. Обладатель поул позиции и победитель гонки 6 часов Абу-Даби 2023, участник гонки 24 часа Дубая 2022 на автомобиле Audi R8 GT3 EVO. Многократный призёр гонок на выносливость NLS на Нюрбургринге с 2012 года по настоящее время. Обладатель поул позиции в гонке 24 часа Нюрбургринга в 2016 году, лучший финиш на 4 ой позиции. Многократный участник легендарного суточного марафона 24 часа Нюрбургринга. Многократный призёр чемпионата RCN на Нюрбургринге. Победитель первого этапа REC (Russian endurance championship) в своём классе. Многократный участник чемпионата по картингу SWS 24 часа Дубая с 2008—2012. В настоящее время пилот собственной гоночной команды Goroyan RT.

## Биография
Родился 25 апреля 1988 года в городе Богдановка Грузинской ССР (с 1991 - Ниноцминда), в армянской семье.
В 2004 году окончил школу в городе Армавир.
В 2007 году окончил Московский технический колледж по специальности «ЭВМ комплексы, системы и сети».
В 2011 году окончил Московский институт экономики, статистики и информатики (МЭСИ) по специальности «Прикладная информатика в экономике».
В 2011 году окончил Евразийский открытый университет по специальности «Статистика в экономике» очно-заочно.
В 2012 году прошёл курсы повышения квалификации на факультете экономики Франкфуртского университета, получив специальность квалифицированного инвестора.

## Гонки
Картингом начал заниматься в 2008 году в Forza karting academy у главного тренера, российского автогонщика Сергея Балдина, после нескольких чемпионатов MIKS, продолжил карьеру картингиста в гонках SWS 24 часа Дубая в конкуренции с таким пилотом как Фернандо Алонсо.
После выступлений в картинге продолжил карьеру в чемпионате гонок на выносливость VLN (NLS) на самой сложной и опасной трассе в мире Нюрбургринг.
После нескольких выступлений получил допуск-приглашение от федерации автоспорта Германии (DMSB) на марафон 24 часа Нюрбургринга.
С получением абсолютного допуска на трассу, без ограничений по мощности автомобилей и по времени гонок, начал сотрудничать с разными командами, имел заводскую поддержку вначале от OPC (Opel perfomance center), после Aston Martin Lagonda после Audi Sport.
Имеет более 1000 кругов по Нюрбургрингу и золотую лицензию трассы.
Обладатель лучшего времени круга на каждой гонке в которых участвовал на протяжении 7 лет, с 2014 по 2022 года.
Частый участник формульных тестов Formula Renault 2.0, 3.5. Formula 3 Spain.